# Shellshock: Nam '67
Shellshock: Nam '67 é um jogo eletrônico de tiro em terceira pessoa desenvolvido pela Guerrilla Games e publicado pela Eidos Interactive para Microsoft Windows, PlayStation 2 e Xbox em setembro de 2004.
O jogo recebeu críticas mistas em seu lançamento. Uma sequência, Shellshock 2: Blood Trails, foi lançada em 2009.

## Jogabilidade
Shellshock: Nam '67 se passa durante a Guerra do Vietnã em uma história ficcionalizada que ocorre no ano de 1967, onde a desenvolvedora tenta "recriar a experiência de um soldado novato em sua primeira missão". Cenários incluem florestas tropicais, vilas e sistemas de túneis. Durante o jogo, é possível participar de missões sorrateiras ou em batalhas de larga escala, alternando entre jogabilidade de furtividade e de ação, baseadas em eventos reais. O objetivo da Guerrilla Games era criar uma história corajosa, implacável, devastadora e "sem glamour" baseada na guerra real. Sendo assim, ele contém imagens "perturbadoramente violentas" e seções "grotescamente sangrentas", com detalhes de mortes e obscenidades.
O jogador pode escolher controlar um de três soldados e realiza as missões acompanhado de personagens controlados por inteligência artificial. É possível carregar uma arma pesada, uma ou duas armas secundárias e algumas granadas, todas modeladas com base em armas reais. Entre cada missão, o protagonista volta a seu campo militar, onde pode interagir com outros soldados e conferir seu progresso. A sua jogabilidade é similar à de outros jogos de tiro em terceira pessoa da época, sendo possível atirar, agachar e deitar no chão para aumentar sua furtividade e melhorar sua precisão.

## Recepção
Shellshock: Nam '67 recebeu análises "mistas ou medianas" da crítica especializada de acordo com o agregador Metacritic, com uma média agregada de 50/100 para Windows e 58/100 para PlayStation 2 e Xbox. Muitos críticos desaprovaram a curta duração da campanha de Shellshock: Nam '67, bem como sua falta de opções multijogador. Além disso, sua falta de inovação na jogabilidade, seu design de níveis sem inspiração e sua inteligência artificial abaixo da média também foram criticados. Por outro lado, seus visuais e atmosfera foram geralmente elogiados.
Ivan Sulic da IGN notou que o jogo conta com "muitas falhas" e criticou sua representação "insensível" da Guerra do Vietnã; segundo o jornalista, a decisão de mostrar os horrores da guerra não passaria de uma "desculpa para saturar o jogo com um monte de sangue e tripas." A Eurogamer ecoou este sentimento, afirmando que o jogo é "uma representação banal de um conflito sangrento para o nosso entretenimento pessoal", mas admirou a ambição da desenvolvedora por pelo menos tentar criar um jogo que não era insosso e "higienizado".
Escrevendo para a Computer Gaming World, Thierry Nguyen criticou os estereótipos empregados nos personagens vietnamitas e estadunidenses e a falta de polimento do jogo, notando sua trilha sonora e atmosfera como seus únicos pontos positivos, mas reforçando que eles não compensam "sua mediocridade generalizada." Dan Hsu da Electronic Gaming Monthly também enalteceu a atmosfera do jogo e o conceito dos momentos quando o jogador volta para a base, mas lamentou a superficialidade dessa mecânica, afirmando que ela "adiciona à atmosfera mas dura tempo demais e não faz nada em questão de jogabilidade." Para a mesma publicação, Shawn Elliott aplaudiu os momentos de tensão proporcionados pelo jogo, mas criticou o fato de que durante a maior parte do tempo ele não passe de "um shoot-em-up básico com uma camada visual da Guerra do Vietnã."
Em sua semana de lançamento, Shellshock: Nam '67 foi o segundo jogo mais vendido no Reino Unido, atrás apenas do similarmente ambientado Conflict: Vietnam. Em sua segunda semana, ele foi o terceiro jogo mais vendido no país e, na seguinte, o quinto jogo mais vendido. Ele se manteve entre os 40 jogos mais vendidos no Reino Unido até 9 de outubro de 2004. Até 29 de novembro de 2004, Shellshock: Nam '67 havia vendido um total mais de 800 mil cópias nas três plataformas onde estava disponível.
Em fevereiro de 2009, a Eidos Interactive publicou uma sequência intitulada Shellshock 2: Blood Trails para Windows, PlayStation 3 e Xbox 360, desta vez desenvolvida pela Rebellion Developments.